# Oostenrijks curlingteam (mannen)
Het Oostenrijks curlingteam vertegenwoordigt Oostenrijk in internationale curlingwedstrijden.

## Geschiedenis
Oostenrijk nam voor het eerst deel aan een groot toernooi tijdens het Europees kampioenschap van 1981 in het Zwitserse Grindelwald. Sindsdien heeft Oostenrijk aan elk Europees kampioenschap deelgenomen. Een topprestatie konden de Oostenrijkers nog niet neerzetten. De zevende plaats, bereikt in 1989 en in 2024, bleek tot op heden het hoogst haalbare. Op het wereldkampioenschap was Oostenrijk tot op heden vier keer present, maar ook daar kon het land nooit potten breken. Op vier deelnames eindigde Oostenrijk twee keer laatste en twee keer voorlaatste. Van de 39 wedstrijden die het land er speelde, konden er slechts twee winnend worden afgesloten.

## Oostenrijk op het wereldkampioenschap
| Jaar | Plaats        | Skip           | WG            | W             | V             | PV            | PT            |
| ---- | ------------- | -------------- | ------------- | ------------- | ------------- | ------------- | ------------- |
| 1959 | Geen deelname | Geen deelname  | Geen deelname | Geen deelname | Geen deelname | Geen deelname | Geen deelname |
| 1960 | Geen deelname | Geen deelname  | Geen deelname | Geen deelname | Geen deelname | Geen deelname | Geen deelname |
| 1961 | Geen deelname | Geen deelname  | Geen deelname | Geen deelname | Geen deelname | Geen deelname | Geen deelname |
| 1962 | Geen deelname | Geen deelname  | Geen deelname | Geen deelname | Geen deelname | Geen deelname | Geen deelname |
| 1963 | Geen deelname | Geen deelname  | Geen deelname | Geen deelname | Geen deelname | Geen deelname | Geen deelname |
| 1964 | Geen deelname | Geen deelname  | Geen deelname | Geen deelname | Geen deelname | Geen deelname | Geen deelname |
| 1965 | Geen deelname | Geen deelname  | Geen deelname | Geen deelname | Geen deelname | Geen deelname | Geen deelname |
| 1966 | Geen deelname | Geen deelname  | Geen deelname | Geen deelname | Geen deelname | Geen deelname | Geen deelname |
| 1967 | Geen deelname | Geen deelname  | Geen deelname | Geen deelname | Geen deelname | Geen deelname | Geen deelname |
| 1968 | Geen deelname | Geen deelname  | Geen deelname | Geen deelname | Geen deelname | Geen deelname | Geen deelname |
| 1969 | Geen deelname | Geen deelname  | Geen deelname | Geen deelname | Geen deelname | Geen deelname | Geen deelname |
| 1970 | Geen deelname | Geen deelname  | Geen deelname | Geen deelname | Geen deelname | Geen deelname | Geen deelname |
| 1971 | Geen deelname | Geen deelname  | Geen deelname | Geen deelname | Geen deelname | Geen deelname | Geen deelname |
| 1972 | Geen deelname | Geen deelname  | Geen deelname | Geen deelname | Geen deelname | Geen deelname | Geen deelname |
| 1973 | Geen deelname | Geen deelname  | Geen deelname | Geen deelname | Geen deelname | Geen deelname | Geen deelname |
| 1974 | Geen deelname | Geen deelname  | Geen deelname | Geen deelname | Geen deelname | Geen deelname | Geen deelname |
| 1975 | Geen deelname | Geen deelname  | Geen deelname | Geen deelname | Geen deelname | Geen deelname | Geen deelname |
| 1976 | Geen deelname | Geen deelname  | Geen deelname | Geen deelname | Geen deelname | Geen deelname | Geen deelname |
| 1977 | Geen deelname | Geen deelname  | Geen deelname | Geen deelname | Geen deelname | Geen deelname | Geen deelname |
| 1978 | Geen deelname | Geen deelname  | Geen deelname | Geen deelname | Geen deelname | Geen deelname | Geen deelname |
| 1979 | Geen deelname | Geen deelname  | Geen deelname | Geen deelname | Geen deelname | Geen deelname | Geen deelname |
| 1980 | Geen deelname | Geen deelname  | Geen deelname | Geen deelname | Geen deelname | Geen deelname | Geen deelname |
| 1981 | Geen deelname | Geen deelname  | Geen deelname | Geen deelname | Geen deelname | Geen deelname | Geen deelname |
| 1982 | Geen deelname | Geen deelname  | Geen deelname | Geen deelname | Geen deelname | Geen deelname | Geen deelname |
| 1983 | 9             | Arthur Fabi    | 9             | 1             | 8             | 30            | 94            |
| 1984 | 10            | Günther Märker | 9             | 0             | 9             | 28            | 73            |
| 1985 | Geen deelname | Geen deelname  | Geen deelname | Geen deelname | Geen deelname | Geen deelname | Geen deelname |
| 1986 | Geen deelname | Geen deelname  | Geen deelname | Geen deelname | Geen deelname | Geen deelname | Geen deelname |
| 1987 | Geen deelname | Geen deelname  | Geen deelname | Geen deelname | Geen deelname | Geen deelname | Geen deelname |
| 1988 | Geen deelname | Geen deelname  | Geen deelname | Geen deelname | Geen deelname | Geen deelname | Geen deelname |
| 1989 | Geen deelname | Geen deelname  | Geen deelname | Geen deelname | Geen deelname | Geen deelname | Geen deelname |
| 1990 | Geen deelname | Geen deelname  | Geen deelname | Geen deelname | Geen deelname | Geen deelname | Geen deelname |
| 1991 | Geen deelname | Geen deelname  | Geen deelname | Geen deelname | Geen deelname | Geen deelname | Geen deelname |

| Jaar | Plaats        | Skip           | WG            | W             | V             | PV            | PT            |
| ---- | ------------- | -------------- | ------------- | ------------- | ------------- | ------------- | ------------- |
| 1992 | Geen deelname | Geen deelname  | Geen deelname | Geen deelname | Geen deelname | Geen deelname | Geen deelname |
| 1993 | Geen deelname | Geen deelname  | Geen deelname | Geen deelname | Geen deelname | Geen deelname | Geen deelname |
| 1994 | Geen deelname | Geen deelname  | Geen deelname | Geen deelname | Geen deelname | Geen deelname | Geen deelname |
| 1995 | Geen deelname | Geen deelname  | Geen deelname | Geen deelname | Geen deelname | Geen deelname | Geen deelname |
| 1996 | Geen deelname | Geen deelname  | Geen deelname | Geen deelname | Geen deelname | Geen deelname | Geen deelname |
| 1997 | Geen deelname | Geen deelname  | Geen deelname | Geen deelname | Geen deelname | Geen deelname | Geen deelname |
| 1998 | Geen deelname | Geen deelname  | Geen deelname | Geen deelname | Geen deelname | Geen deelname | Geen deelname |
| 1999 | Geen deelname | Geen deelname  | Geen deelname | Geen deelname | Geen deelname | Geen deelname | Geen deelname |
| 2000 | Geen deelname | Geen deelname  | Geen deelname | Geen deelname | Geen deelname | Geen deelname | Geen deelname |
| 2001 | Geen deelname | Geen deelname  | Geen deelname | Geen deelname | Geen deelname | Geen deelname | Geen deelname |
| 2002 | 10            | Alois Kreidl   | 9             | 0             | 9             | 27            | 90            |
| 2003 | Geen deelname | Geen deelname  | Geen deelname | Geen deelname | Geen deelname | Geen deelname | Geen deelname |
| 2004 | Geen deelname | Geen deelname  | Geen deelname | Geen deelname | Geen deelname | Geen deelname | Geen deelname |
| 2005 | Geen deelname | Geen deelname  | Geen deelname | Geen deelname | Geen deelname | Geen deelname | Geen deelname |
| 2006 | Geen deelname | Geen deelname  | Geen deelname | Geen deelname | Geen deelname | Geen deelname | Geen deelname |
| 2007 | Geen deelname | Geen deelname  | Geen deelname | Geen deelname | Geen deelname | Geen deelname | Geen deelname |
| 2008 | Geen deelname | Geen deelname  | Geen deelname | Geen deelname | Geen deelname | Geen deelname | Geen deelname |
| 2009 | Geen deelname | Geen deelname  | Geen deelname | Geen deelname | Geen deelname | Geen deelname | Geen deelname |
| 2010 | Geen deelname | Geen deelname  | Geen deelname | Geen deelname | Geen deelname | Geen deelname | Geen deelname |
| 2011 | Geen deelname | Geen deelname  | Geen deelname | Geen deelname | Geen deelname | Geen deelname | Geen deelname |
| 2012 | Geen deelname | Geen deelname  | Geen deelname | Geen deelname | Geen deelname | Geen deelname | Geen deelname |
| 2013 | Geen deelname | Geen deelname  | Geen deelname | Geen deelname | Geen deelname | Geen deelname | Geen deelname |
| 2014 | Geen deelname | Geen deelname  | Geen deelname | Geen deelname | Geen deelname | Geen deelname | Geen deelname |
| 2015 | Geen deelname | Geen deelname  | Geen deelname | Geen deelname | Geen deelname | Geen deelname | Geen deelname |
| 2016 | Geen deelname | Geen deelname  | Geen deelname | Geen deelname | Geen deelname | Geen deelname | Geen deelname |
| 2017 | Geen deelname | Geen deelname  | Geen deelname | Geen deelname | Geen deelname | Geen deelname | Geen deelname |
| 2018 | Geen deelname | Geen deelname  | Geen deelname | Geen deelname | Geen deelname | Geen deelname | Geen deelname |
| 2019 | Geen deelname | Geen deelname  | Geen deelname | Geen deelname | Geen deelname | Geen deelname | Geen deelname |
| 2021 | Geen deelname | Geen deelname  | Geen deelname | Geen deelname | Geen deelname | Geen deelname | Geen deelname |
| 2022 | Geen deelname | Geen deelname  | Geen deelname | Geen deelname | Geen deelname | Geen deelname | Geen deelname |
| 2023 | Geen deelname | Geen deelname  | Geen deelname | Geen deelname | Geen deelname | Geen deelname | Geen deelname |
| 2024 | Geen deelname | Geen deelname  | Geen deelname | Geen deelname | Geen deelname | Geen deelname | Geen deelname |
| 2025 | 12            | Mathias Genner | 12            | 1             | 11            | 47            | 97            |

## Oostenrijk op het Europees kampioenschap
| Jaar | Plaats        | Skip                    | WG            | W             | V             | PV            | PT            |
| ---- | ------------- | ----------------------- | ------------- | ------------- | ------------- | ------------- | ------------- |
| 1975 | Geen deelname | Geen deelname           | Geen deelname | Geen deelname | Geen deelname | Geen deelname | Geen deelname |
| 1976 | Geen deelname | Geen deelname           | Geen deelname | Geen deelname | Geen deelname | Geen deelname | Geen deelname |
| 1977 | Geen deelname | Geen deelname           | Geen deelname | Geen deelname | Geen deelname | Geen deelname | Geen deelname |
| 1978 | Geen deelname | Geen deelname           | Geen deelname | Geen deelname | Geen deelname | Geen deelname | Geen deelname |
| 1979 | Geen deelname | Geen deelname           | Geen deelname | Geen deelname | Geen deelname | Geen deelname | Geen deelname |
| 1980 | Geen deelname | Geen deelname           | Geen deelname | Geen deelname | Geen deelname | Geen deelname | Geen deelname |
| 1981 | 11            | Arthur Fabi             | 9             | 2             | 7             | 47            | 54            |
| 1982 | 11            | Günther Mochny          | 6             | 1             | 5             | 38            | 57            |
| 1983 | 12            | Jakob Küchl             | 7             | 1             | 6             | 28            | 51            |
| 1984 | 14            | Pepi Gasteiger          | 7             | 1             | 6             | 30            | 56            |
| 1985 | 10            | Konrad Weiser           | 6             | 2             | 4             | 28            | 48            |
| 1986 | 9             | Christian Wieser        | 6             | 3             | 3             | 33            | 30            |
| 1987 | 9             | Alois Kreidl            | 7             | 4             | 3             | 44            | 41            |
| 1988 | 9             | Alois Kreidl            | 7             | 4             | 3             | 52            | 50            |
| 1989 | 7             | Alois Kreidl            | 7             | 3             | 4             | 35            | 37            |
| 1990 | 12            | Alois Kreidl            | 8             | 3             | 5             | 37            | 45            |
| 1991 | 10            | Jakob Küchl             | 4             | 3             | 1             | 28            | 19            |
| 1992 | 16            | Erich Schnederle-Wagner | 5             | 2             | 3             | 35            | 47            |
| 1993 | 13            | Alois Kreidl            | 7             | 3             | 4             | 46            | 45            |
| 1994 | 12            | Alois Kreidl            | 9             | 6             | 3             | 55            | 53            |
| 1995 | 10            | Alois Kreidl            | 7             | 2             | 5             | 22            | 54            |
| 1996 | 9             | Alois Kreidl            | 7             | 3             | 7             | 29            | 42            |
| 1997 | 14            | Alois Kreidl            | 6             | 0             | 6             | 31            | 49            |
| 1998 | 16            | Joachim Märker          | 4             | 1             | 3             | 22            | 34            |
| 1999 | 15            | Alois Kreidl            | 3             | 1             | 2             | 16            | 18            |

| Jaar | Plaats | Skip                | WG | W | V | PV | PT |
| ---- | ------ | ------------------- | -- | - | - | -- | -- |
| 2000 | 15     | Alois Kreidl        | 8  | 4 | 4 | 59 | 51 |
| 2001 | 11     | Alois Kreidl        | 10 | 7 | 3 | 89 | 65 |
| 2002 | 10     | Alois Kreidl        | 10 | 1 | 9 | 48 | 95 |
| 2003 | 17     | Harald Fendt        | 5  | 2 | 3 | 27 | 43 |
| 2004 | 15     | Alois Kreidl        | 8  | 6 | 2 | 80 | 39 |
| 2005 | 19     | Alois Kreidl        | 9  | 5 | 4 | 86 | 51 |
| 2006 | 23     | Harald Fendt        | 9  | 3 | 6 | 55 | 75 |
| 2007 | 20     | Markus Schagerl     | 6  | 3 | 3 | 41 | 43 |
| 2008 | 24     | Alois Kreidl        | 8  | 2 | 6 | 52 | 59 |
| 2009 | 19     | Harald Fendt        | 9  | 6 | 3 | 66 | 52 |
| 2010 | 19     | Harald Fendt        | 6  | 2 | 4 | 34 | 40 |
| 2011 | 15     | Andreas Unterberger | 7  | 5 | 2 | 43 | 29 |
| 2012 | 21     | Andreas Unterberger | 7  | 2 | 5 | 41 | 48 |
| 2013 | 20     | Markus Forejtek     | 7  | 3 | 4 | 36 | 46 |
| 2014 | 16     | Sebastian Wunderer  | 8  | 5 | 3 | 59 | 52 |
| 2015 | 12     | Sebastian Wunderer  | 9  | 7 | 2 | 68 | 40 |
| 2016 | 8      | Sebastian Wunderer  | 13 | 5 | 8 | 67 | 98 |
| 2017 | 9      | Sebastian Wunderer  | 9  | 1 | 8 | 39 | 70 |
| 2018 | 18     | Sebastian Wunderer  | 7  | 4 | 3 | 46 | 41 |
| 2019 | 21     | Sebastian Wunderer  | 7  | 1 | 6 | 27 | 51 |
| 2021 | 15     | Mathias Genner      | 8  | 5 | 3 | 47 | 42 |
| 2022 | 17     | Mathias Genner      | 7  | 3 | 4 | 43 | 48 |
| 2023 | 12     | Mathias Genner      | 10 | 7 | 3 | 82 | 52 |
| 2024 | 7      | Mathias Genner      | 9  | 3 | 6 | 41 | 63 |

Andorra · Australië · België · Bosnië en Herzegovina · Brazilië · Bulgarije · Canada · China · Chinees Taipei · Denemarken · Duitsland · Engeland · Estland · Filipijnen · Finland · Frankrijk · Georgië · Griekenland · Groot-Brittannië · Guyana · Hongarije · Hongkong · Ierland · IJsland · India · Israël · Italië · Jamaica · Japan · Kazachstan · Kenia · Kirgizië · Kroatië · Letland · Liechtenstein · Litouwen · Luxemburg · Mexico · Nederland · Nieuw-Zeeland · Nigeria · Noorwegen · Oekraïne · Oostenrijk · Polen · Portugal · Puerto Rico · Qatar · Roemenië · Rusland · Saoedi-Arabië · Schotland · Servië · Slovenië · Slowakije · Spanje · Thailand · Tsjechië · Tsjecho-Slowakije · Turkije · Verenigde Staten · Wales · Wit-Rusland · Zuid-Korea · Zweden · Zwitserland